# Clayton Zane
Clayton Zane (n. Newcastle, Nueva Gales del Sur, Australia;  12 de julio de 1977) es un exfutbolista y actual entrenador australiano, que jugaba de delantero y militó en diversos clubes de Australia, Noruega y Bélgica.

## Selección nacional
Con la Selección de fútbol de Australia, disputó 14 partidos internacionales y anotó solo 6 goles. Incluso participó con la selección australiana, en una sola edición de la Copa Cpnfederaciones y en otra de los Juegos Olímpicos. La única participación de Zane en una Copa Confederaciones, fue en la edición de Corea del Sur y Japón 2001. donde su selección obtuvo el tercer lugar, de la cita de Corea del Sur y Japón. También participó en los Juegos Olímpicos de Sídney 2000, donde su selección quedó eliminada, en la primera fase de la olimpiada de su país.

### Participaciones en Copas Confederaciones
| Copa Confederaciones           | Sede                  | Resultado    |
| ------------------------------ | --------------------- | ------------ |
| Copa FIFA Confederaciones 2001 | Corea del Sur y Japón | Tercer lugar |

### Participaciones en Juegos Olímpicos
| Juegos Olímpicos                | Sede      | Resultado    |
| ------------------------------- | --------- | ------------ |
| Juegos Olímpicos de Sídney 2000 | Australia | Primera Fase |

## Clubes
| Club                     | País      | Año         |
| ------------------------ | --------- | ----------- |
| Newcastle Breakers       | Australia | 1995 - 1998 |
| North West Sydney Spirit | Australia | 1998 - 2000 |
| Molde FK                 | Noruega   | 2000        |
| Lillestrøm SK            | Noruega   | 2001 - 2002 |
| Anderlecht               | Bélgica   | 2002 - 2005 |